# Agnieszka Przyjemska
Agnieszka Przyjemska (ur. 21 stycznia 1977) – polska strzelczyni, mistrzyni Europy juniorów.
Była reprezentantką Zawiszy Bydgoszcz.
Przyjemska jest dwukrotną medalistką mistrzostw Europy juniorów w drużynie. W 1996 roku zdobyła srebrny medal w pistolecie pneumatycznym z 10 metrów (wraz z Michaliną Falińską i Katarzyną Klepacz). Jej rezultat – 369 punktów, był drugim wynikiem w drużynie, a w zawodach indywidualnych pozwolił jej uplasować się na 17. pozycji. W 1997 roku została mistrzynią Europy juniorek w tej samej konkurencji, osiągając najsłabszy wynik w zespole (371 punktów), oraz dziewiąty indywidualnie. Skład drużyny uzupełniły Anna Góra i Beata Kryst. 
Startowała także w pistolecie sportowym z 25 metrów. W kategorii juniorów była 11. na mistrzostwach Europy w 1996 roku (565 punktów), oraz czwarta na zawodach w 1997 roku (568 punktów, w finale 98,9).